# Gopeshwar
Gopeshwar (censita come Chamoli Gopeshwar perché comprensiva della vicina località di Chamoli, nota anche come Lalsanga) è una suddivisione dell'India, classificata come municipal board, di 19.855 abitanti, capoluogo del distretto di Chamoli, nello stato federato dell'Uttarakhand. In base al numero di abitanti la città rientra nella classe IV (da 10.000 a 19.999 persone).

## Geografia fisica
Gopeshwar è situata a 30° 25' 0 N e 79° 19' 60 E e ha un'altitudine di 1.292 m s.l.m.; Chamoli invece si trova a 30° 23' 60 N e 79° 20' 60 E, a un'altitudine di 1.754 m s.l.m..

## Società

### Evoluzione demografica
Al censimento del 2001 la popolazione di Gopeshwar assommava a 19.855 persone, delle quali 11.126 maschi e 8.729 femmine. I bambini di età inferiore o uguale ai sei anni assommavano a 2.056, dei quali 1.112 maschi e 944 femmine. Infine, coloro che erano in grado di saper almeno leggere e scrivere erano 16.000, dei quali 9.488 maschi e 6.512 femmine.